# Herbert Bauch
Pour les articles homonymes, voir Bauch.
Herbert Bauch est un boxeur est-allemand né le 18 mai 1957 à Berlin.

## Carrière
Sa  carrière amateur est principalement marquée par une médaille de bronze remportée aux Jeux olympiques d'été de 1980 à Moscou dans la catégorie des poids mi-lourds.

### Jeux olympiques
Médaille de bronze en -81 kg aux Jeux de 1980 à Moscou